# Stipa ichu
El ichu, paja brava  o paja ichu (Stipa ichu) es un pasto del altiplano andino sudamericano, México y Guatemala  empleado en la sierra como techo de casas, también es empleado como  combustible, además se utiliza para dar consistencia al Adobe (se coloca dentro de la mezcla durante su fabricación), en algunos casos particulares es empleado como colchón casero. Es endémica de Guatemala, México, Costa Rica, El Salvador, Venezuela, Bolivia, Colombia, Ecuador, Perú, República Dominicana, Chile, Argentina.

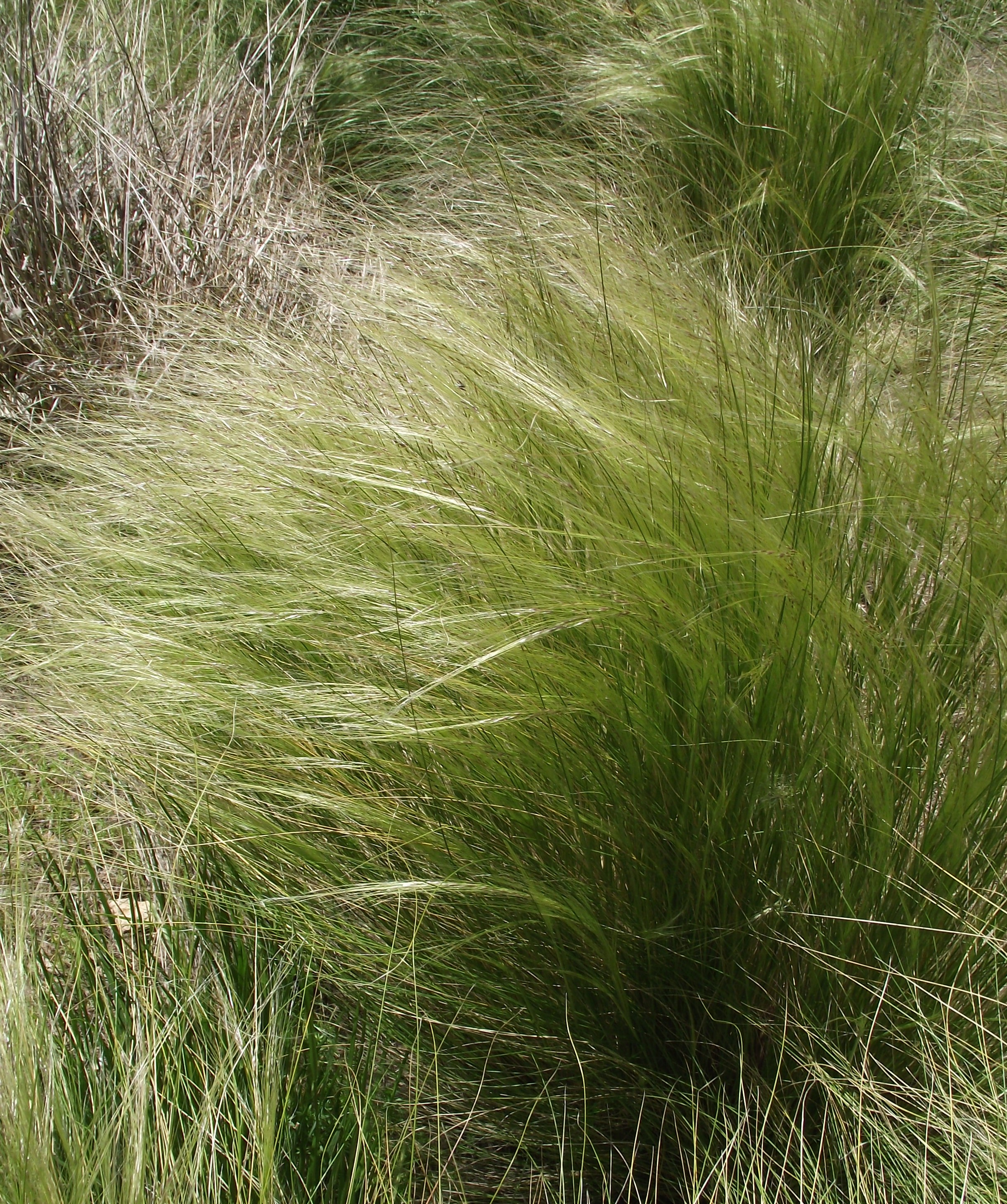
Vista de la planta

## Descripción
Tiene tallos que alcanza un tamaño de 60-180 cm de altura. Las hojas son rígidas, erectas; vainas glabras en el dorso, ciliadas en un margen y el cuello; la lígula de 0.5 mm; láminas 25-70 cm x 1-2(-5) mm, generalmente involutas, a veces aplanadas, escabriúsculas. Panícula 15-41 x 2-3 cm, argéntea; ramas adpresas o ascendentes. Espiguillas adpresas; glumas 7.5-11 mm, 3-nervias, acuminadas; lema 2.5-3.5 mm, esparcidamente pilosa, parda en la madurez, los márgenes traslapados, el ápice prominentemente piloso con tricomas 3-4.5 mm, la arista 10-20 mm, 2-geniculada, escabriúscula; callo c. 0.3 mm, agudo, con tricomas hasta 1 mm; pálea 1/3-1/2 la longitud de la lema, inconspicuamente 2-nervia; anteras 1-1.3 mm, apiculadas. Tiene de 2n=46 cromosomas.
Soporta clima del altiplano andino, árido, pedregoso, arenoso.

## Etimología
Stipa: Nombre genérico que deriva del griego stupe (estopa, estopa) o stuppeion (fibra), aludiendo a las aristas plumosas de las especies euroasiáticas, o (más probablemente) a la fibra obtenida de pastos de esparto.
ichu: Paja en quechua.

### Sinonimia
- Jarava arundinacea Willd. ex Steud.
- Jarava eriostachya (Kunth) Peñail.
- Jarava ichu Ruiz & Pav.
- Jarava usitata Pers.
- Stipa eriostachya Kunth
- Stipa gynerioides Phil.
- Stipa jarava P.Beauv.
- Stipa liebmannii E.Fourn.[7][8]

### Nombres comunes
- sumic-ichu, yurac-ichu, icho, ichú, ocssa del Perú, paja del Potosí, pajón del Perú.[9]

## Taxonomía
Stipa ichu fue descrita por (Ruiz & Pav.) Kunth y publicado en Révision des Graminées 1: 60. 1829.